# 佩雷莫哈 (茲維亞海爾區)
50°34′39″N 27°41′14″E / 50.57750°N 27.68722°E
佩雷莫哈（烏克蘭語：Перемога）是烏克蘭北部日托米爾州村落，由茲維亞赫爾區布羅尼基市鎮負責管轄，面積0.54平方公里，海拔高度209米，2001年人口177，人口密度每平方公里326.57人。